# Котюн Євген Вікторович
Євге́н Ві́кторович Котю́н (нар. 31 липня 1996, Луцьк) — український футболіст, півзахисник луцької «Волині».

## Життєпис

### Ранні роки
Вихованець ДЮСШ луцької «Волині». Із 2009 по 2013 рік провів у чемпіонаті ДЮФЛ 69 матчів, забивши 9 голів. Окрім того, 2014 року провів 9 зустрічей та забив 1 м'яч за аматорську команду «Ласка» із села Боратин у чемпіонаті Волинської області.

### Клубна кар'єра
28 лютого 2015 року дебютував за молодіжну (U-21) команду «хрестоносців» у виїзному поєдинку проти дніпровського «Дніпра». У юнацькій (U-19) команді дебютував 18 березня того ж року в домашньому матчі з полтавською «Ворсклою».
26 листопада 2016 року дебютував у Прем'єр-лізі в домашній грі проти київського «Динамо», замінивши на 77-й хвилині Артема Дудіка.
Наразі продовжує виступи на аматорському рівні за команду «Вотранс (Луцьк)»

## Статистика
Статистичні дані наведено станом на 29 грудня 2017 року
| Клуб                     | Ліга         | Сезон   | Чемпіонат | Чемпіонат | Кубок | Кубок | U-19 | U-19 | U-21 | U-21 |
| Клуб                     | Ліга         | Сезон   | Ігри      | Голи      | Ігри  | Голи  | Ігри | Голи | Ігри | Голи |
| ------------------------ | ------------ | ------- | --------- | --------- | ----- | ----- | ---- | ---- | ---- | ---- |
| «Волинь» (Луцьк)         | Прем'єр-ліга | 2014/15 |           |           |       |       | 5    | 0    | 5    | 0    |
| «Волинь» (Луцьк)         | Прем'єр-ліга | 2015/16 |           |           |       |       |      |      | 12   | 3    |
| «Волинь» (Луцьк)         | Прем'єр-ліга | 2016/17 | 3         | 0         |       |       |      |      | 17   | 0    |
| «Волинь» (Луцьк)         | Перша ліга   | 2017/18 | 2         | 0         | 1     | 0     |      |      |      |      |
| «Поділля» (Хмельницький) | Друга ліга   | 2017/18 | 10        | 0         |       |       |      |      |      |      |